# Rivière des Pins (lac Blanc)
Pour les articles homonymes, voir Pin, Les Pins (homonymie) et Rivière aux Pins.
La rivière des Pins est un cours d'eau douce dans la province de Québec, au Canada. Cette rivière traverse les municipalités de :
- Notre-Dame-des-Anges dans la municipalité régionale de comté (MRC) de Mékinac, dans la région administrative de la Mauricie ;
- Saint-Ubalde, dans la MRC de Portneuf, dans la région administrative de la Capitale-Nationale[1].

La rivière Blanche coule surtout en milieu agricole et forestier, soit les principales activités économiques de cette petite vallée.
La partie inférieure de cette vallée est desservie par le chemin du Lac-Blanc qui ceinture le lac Blanc et la route Verrette. La partie supérieure est desservie par les chemins autour du lac des Pins (ch. du Lac-des-Pins, rue Carpentier, rue des Pins, rue Gingras) et le chemin du Lac-de-la-Galette et le chemin des Quatre  Côtes.
La surface de la rivière Blanche (sauf les zones de rapides) est généralement gelée de début décembre à fin mars ; toutefois, la circulation sécuritaire sur la glace se fait généralement de fin décembre à début mars.  Le niveau de l'eau de la rivière varie selon les saisons et les précipitations ; la crue printanière survient en mars ou avril.

## Géographie
La rivière Blanche prend sa source au lac de la Galette (longueur : 0,8 km en forme de T ; altitude de 207 m), dans Notre-Dame-de-Montauban. Ce lac s'approvisionne de deux ruisseaux et de la décharge du lac à l'Équerre (altitude : 212 m). Ce lac est surtout situé en zone forestière pour la partie est. Le lac de la Galette comporte quelques chalets sur sa rive ouest.
À partir de l'embouchure du lac de la Galette, la rivière des Pins coule sur 11 km en zone forestière, avec une dénivellation de 65 m selon les segments suivants :
- 3,4 km vers le sud relativement en ligne droite, en traversant une zone de marais dont un petit lac, en recueillant un ruisseau non identifié (venant de l'ouest) et la décharge (venant du nord-ouest) du lac du Canard, et en traversant sur 0,7 km le lac des Pins (longueur : 1,2 km ; altitude : 184 m) jusqu'à son embouchure. Note : Ce lac est réputé pour la villégiature car environ 35 chalets y sont construits ;
- 4,2 km vers le sud en coupant le chemin du Lac-du-Castor, puis la route Verrette, jusqu'à la décharge (venant de l'est) du lac à Saint-Pierre ;
- 3,4 km vers le sud en recueillant la décharge (venant de l'est) de quatre petits lacs non identifiés et la décharge (venant de l'ouest) de quelques petits lacs non identifiés, jusqu'à la rive nord du lac Blanc[3].

À partir de l'embouchure de la rivière des Pins, le courant coule sur :
- 3,2 km vers le sud en traversant le lac Blanc ;
- 29,25 km vers le sud en suivant le cours de la rivière Blanche ;
- 1,8 km vers le sud en suivant le cours de la rivière Noire ;
- 11,5 km vers le sud en suivant le cours de la rivière Sainte-Anne jusqu'à la rive nord-ouest du fleuve Saint-Laurent[3].

## Toponymie
Le toponyme rivière des Pins a été officialisé le 7 mai 1981 à la Banque des noms de lieux de la Commission de toponymie du Québec.